# میدان وارتانانتس

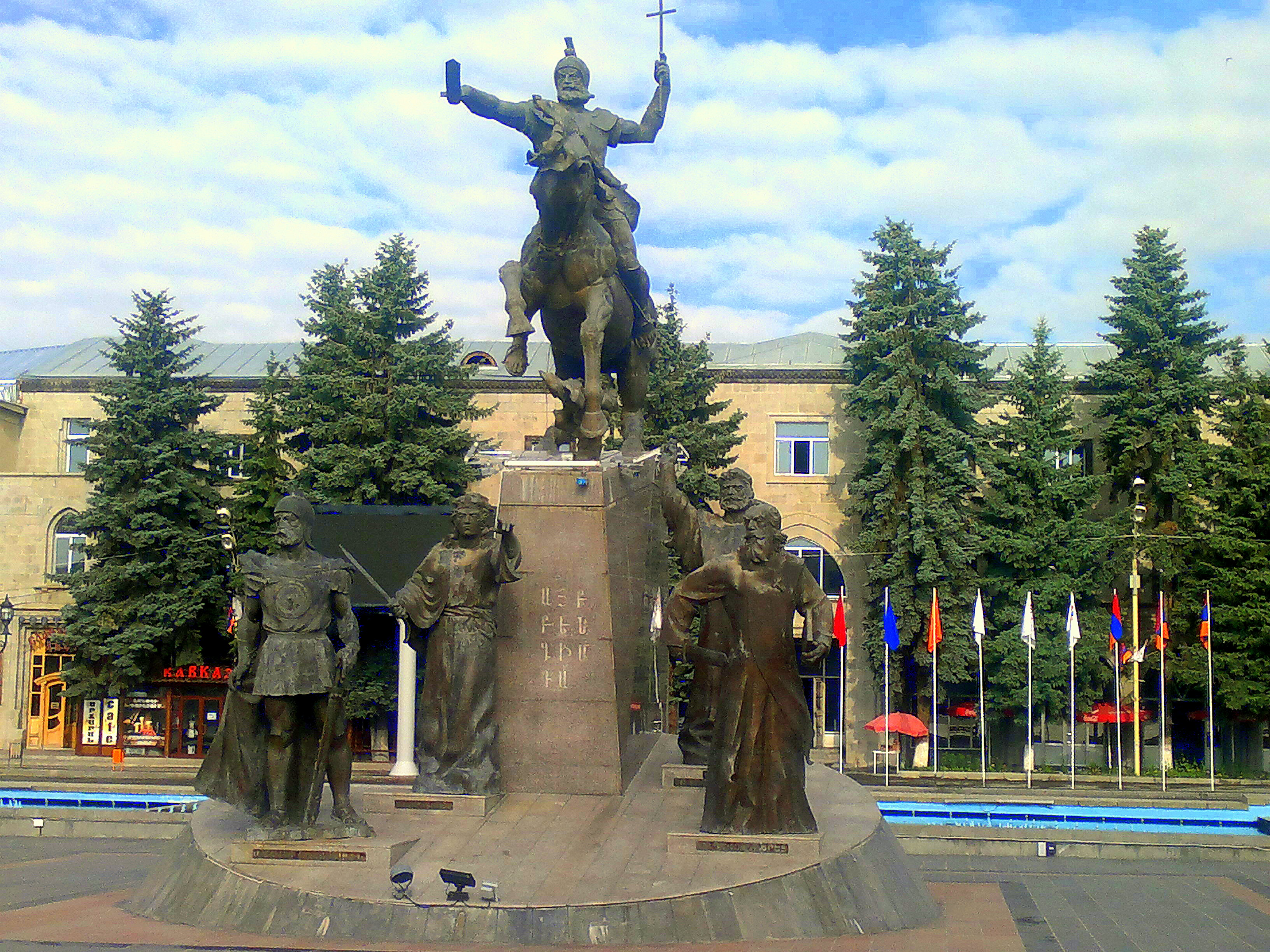
گروه مجسمه واران مامیگونیان

میدان وارتانانتس (ارمنی: Վարդանանց Հրապարակ; Vartanants Hraparak)، میدان بزرگ مرکزی در شهر گیومری، ارمنستان است؛ که توسط خیابان آبوویان از غرب، خیابان گای از شمال، خیابان شاهومیان از غرب و خیابان واهان شیراز از جنوب همرز شده است. میدان وارتانانتس مستطیلی شکل است با ابعاد (۲۸۰ در ۱۴۰ متر).
این میدان با عنوان میدان قیام ماه مه (ارمنی: Մայիսյան Ապստամբության հրապարակ) شناخته می‌شد که پس از سقوط بلشویک‌ها بر ضد دولت فدراسیون انقلابی ارمنی اولین جمهوری ارمنستان در مه ۱۹۲۰ نامگذاری شد. این میدان در دهه ۱۹۳۰ (میلادی) هنگام حکومت شوروی بر اساس طرح اصلی از آلکساندر تامانیان و طرح تجدیدنظرشده از دی چیسلیان گشایش یافت.

## شرح
این میدان در بخش مرکزی با تعدادی فواره به یادبود نبرد آوارایر تزئین شده است. یادبودها که در سال ۲۰۰۸ میلادی ساخته شده شامل تعدادی از چهره‌های تاریخی ارمنیان است که ارتش ارمنیان در لشکرکشی بر ضد ساسانیان رهبری کردند. تندیسی اسب سوار از وارطان مامیکونیان در مرکز یادبودها ساخته شده است. چهار تندیس دیگر جاثلیق هوُسپ یکم ارمنستان، مادر وارطان مامیکونیان و شاهزاده آرشاویر دوم کاماساراکان

### ساختمان‌های اطراف میدان
- تالار شهر گیومری بناشده در سال ۱۹۳۳ میلادی، ضلع غربی
- کلیسای مسیح منجی متعلق به سده نوزدهم میلادی ضلع جنوبی
- کلیسای بزرگ مادر مقدس شمال، سالن سینمای «اکتبر» در ضلع شمالی
- یک هتل در ضلع غربی میدان که در سال ۱۹۲۷ میلادی بناشده.

## نگارخانه

میدان واردانانتس
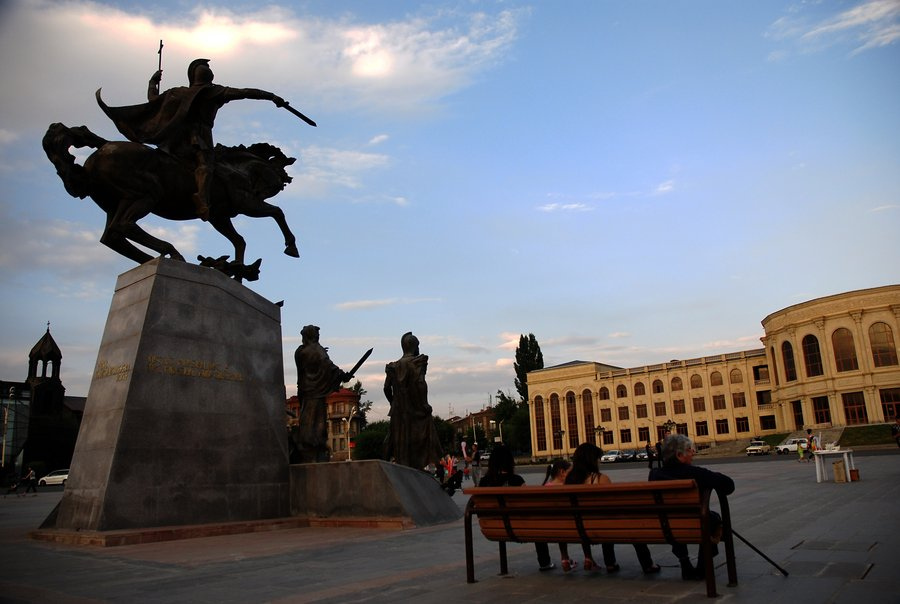
تالار شهر
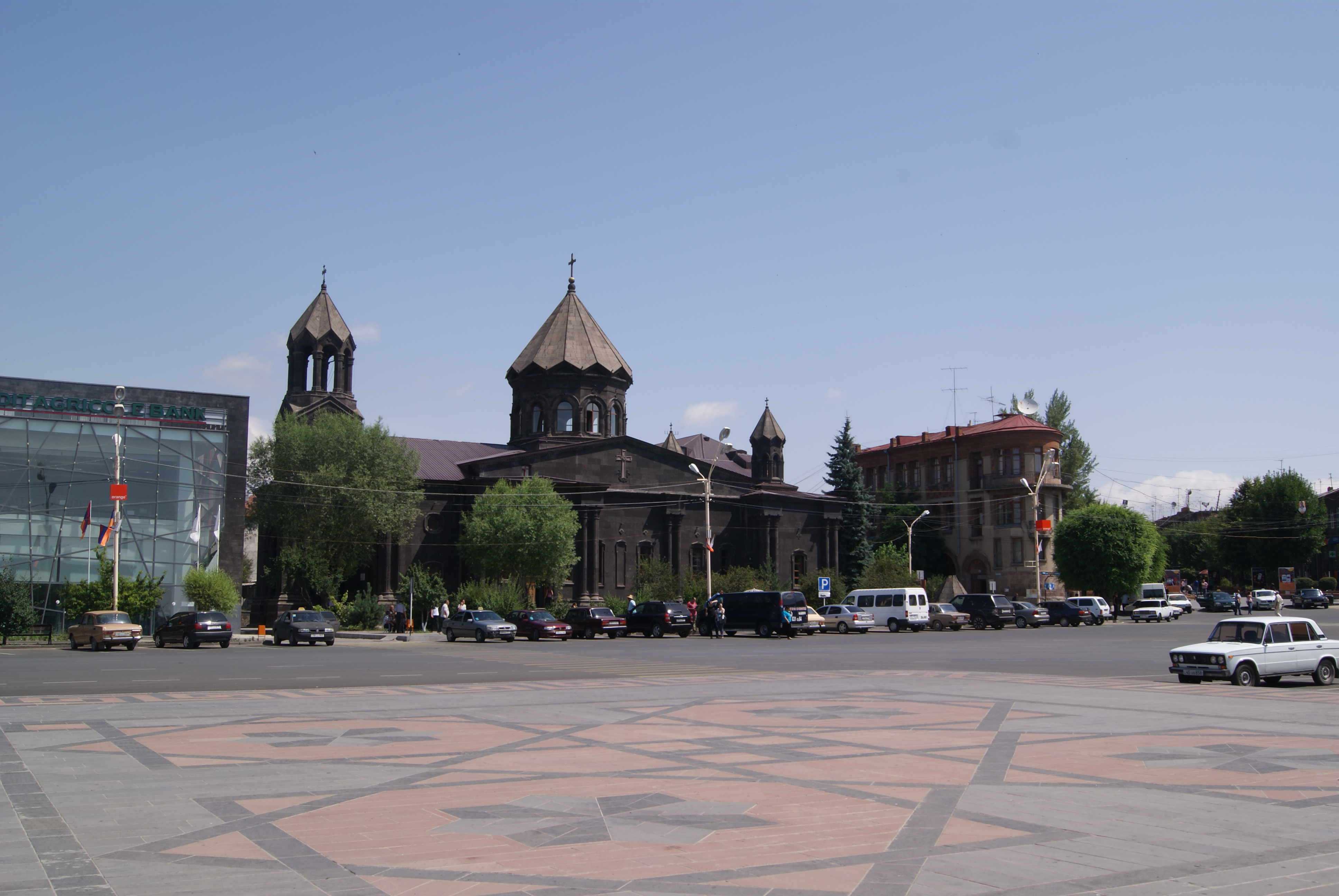
Cathedral of the Holy Mother of God
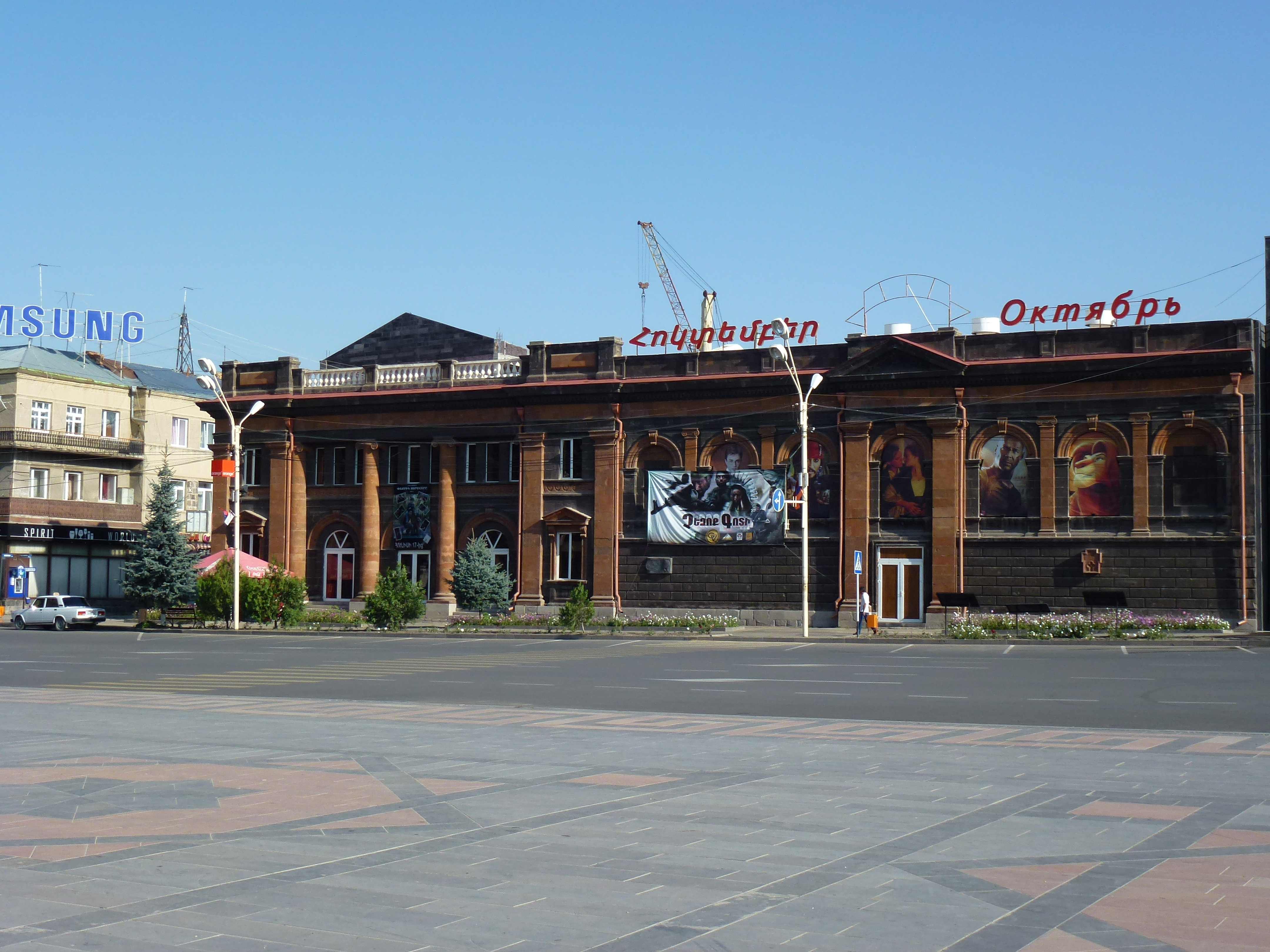
سالن سینمای "اکتبر"
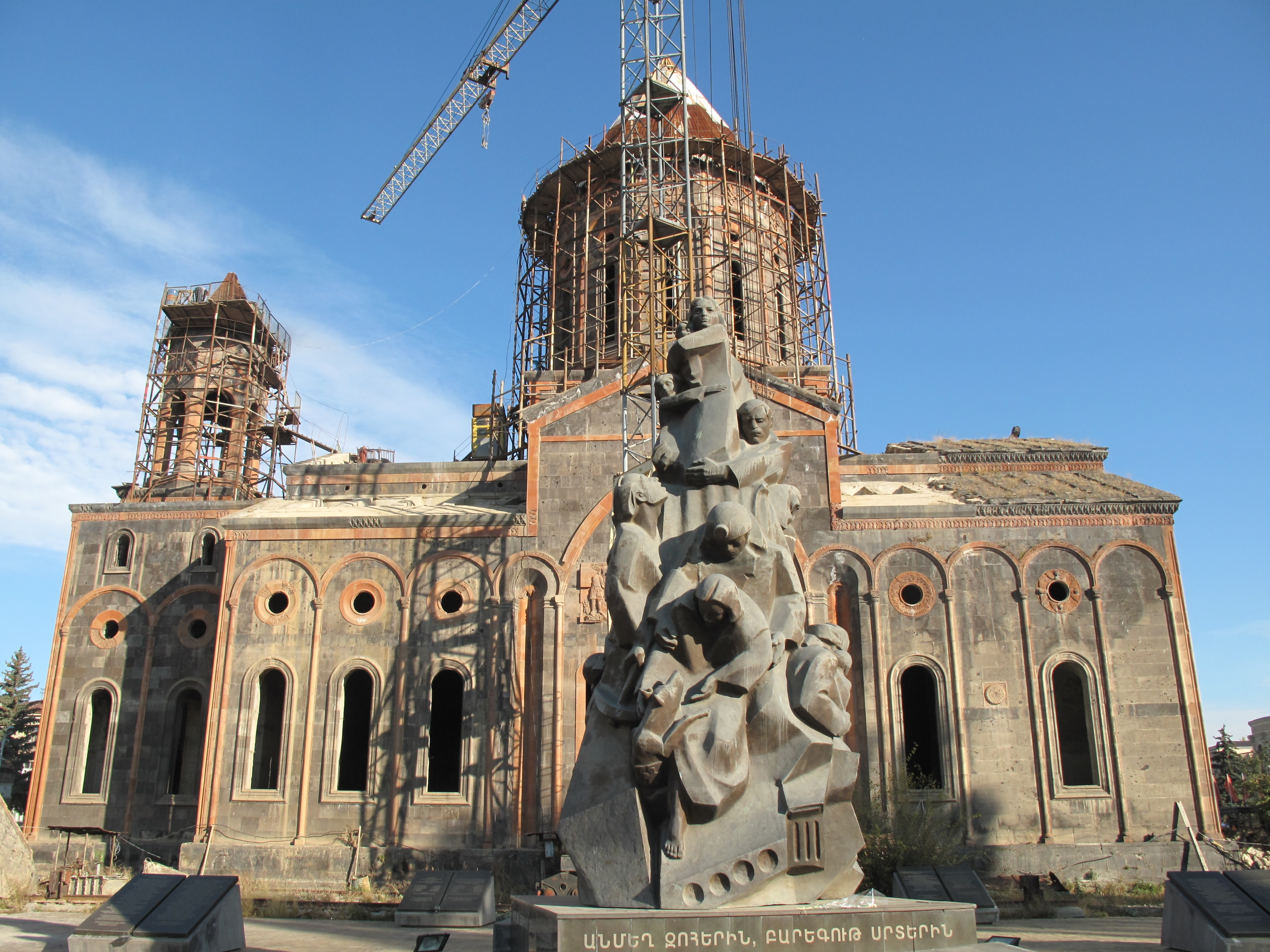
کلیسای Saviour مقدس